# 21.º distrito congresional de California
El 21.º distrito congresional es un distrito congresional que elige a un Representante para la Cámara de Representantes de los Estados Unidos por el estado de California.  Según la Oficina del Censo, en 2011 el distrito tenía una población de 777 132 habitantes. Actualmente el distrito está representado por el Demócrata Jim Costa.

## Demografía
Según la Oficina del Censo de los Estados Unidos, en 2011 había 777 132 personas residiendo en el 21.º distrito congresional. De los 777 132 habitantes, el distrito estaba compuesto por 576 564 (74.2%) blancos; de esos, 552 548 (71.1%) eran blancos no latinos o hispanos. Además 19 048 (2.5%) eran afroamericanos o negros, 9 796 (1.3%) eran nativos de Alaska o amerindios, 52 610 (6.8%) eran asiáticos, 638 (0.1%) eran nativos de Hawái o isleños del Pacífico, 114 700 (14.8%) eran de otras razas y 27 792 (3.6%) pertenecían a dos o más razas. Del total de la población 394 630 (50.8%) eran hispanos o latinos de cualquier raza; 376 353 (48.4%) eran de ascendencia mexicana, 1 644 (0.2%) puertorriqueña y 492 (0.1%) cubana. Además del inglés, 3 612 (34.6%) personas mayor a cinco años de edad hablaban español perfectamente.
El número total de hogares en el distrito era de 236 442 y el 76.9% eran familias en la cual el 41.1 tenían menores de 18 años de edad viviendo con ellos. De todas las familias viviendo en el distrito, solamente el 54.9% eran matrimonios. Del total de hogares en el distrito, el 5.8 eran parejas que no estaban casadas, mientras que el 0.5% eran parejas del mismo sexo. El promedio de personas por hogar era de 3.24. 
En 2011 los ingresos medios por hogar en el distrito congresional eran de US$45 368, y los ingresos medios por familia eran de US$65 659. Los hogares que no formaban una familia tenían unos ingresos de US$57 195. El salario promedio de tiempo completo para los hombres era de US$38 998 frente a los US$34 782 para las mujeres. La renta per cápita para el distrito era de US$19 246. Alrededor del 18.3% de la población estaban por debajo del umbral de pobreza.